# 林茂塘
林茂塘（葡萄牙語：Lam Mau Tong），澳門一地區名，位於澳門半島西北部、筷子基以南，沙梨頭以北一帶。

## 歷史
同治二年（1863年）澳葡當局越過城牆，佔去沙梨頭、新橋、沙崗等地，並開始填築海灘，擴建形成沙梨頭海邊街。林茂塘即在沙梨頭海邊街旁邊建成的。
當時木材商人在沙梨頭外海灣築起圍塘儲存木材，而其中最大的木材行與儲存木材的海塘屬於林茂，後人將那海塘與附近幾條街巷用林茂的名字命名。
關於林茂塘出現的時間，據黃德鴻的《澳門掌故》考證是在清中葉，即同治年間。但是《澳門憲報》的記載指林茂塘由1884年9月開始修築，1885年5月已建成並投入使用，而且據憲報所載，「澳葡當局應沙梨頭土地廟值事何安、林茂司事張華、成泰司事黃建、益泰司事馮蘇、貞泰司事何裕福堂等稟求，准其在橋街前築塘一口，為貯頓雜木用。」林茂應為商號，而非如《澳門掌故》所指是一商人名字。

### 轉營
昔日粵中粵西的海盜、私梟，多從十字門水道出來再向東北航行，至林茂塘石堤下船上岸，隱於市內。清末同盟會革命黨人，也多利用林茂塘的杉欄收藏洋槍軍火，然後再整批整批地用漁船偷運上廣州等地。林茂塘曾有豬仔館，後來轉營為攤館，賭客主要是疍家（水上船民）和漁工、杉欄工人、市販等。
至1960年、70年代，林茂塘木屋區多次同颱風和大火波及，其中1979年10月22日下午至晚上的大火，焚燒五個多小時，近1,000間木屋被焚，6,000多居民無家可歸，是戰後澳門最大的火災；另1988年6月18日也發生過火災，30多間木屋被焚，75人受災。此後政府收回地權，把僅餘的木屋居民遷至望廈平民新邨，並填平海塘、開闢新路與興建住宅區。1998年，這裏建成澳門水上活動俱樂部的遊艇會碼頭。

## 街道
有林茂巷、林茂街（已不存）、林茂海邊大馬路、林茂海邊街、遊艇會巷等。

## 主要地點
- 林茂塘市政臨時休憩區
- 林茂塘空中走廊
- 臨時提督街市（已停用）
- 林茂塘遊艇會碼頭
- 筷子基政府船塢

## 交通

### 公共巴士
M126 林茂／信譽灣畔（Lam Mau／La Magnífícence）
路線：71S、101X、MT4
M128 林茂／澳門遊艇會（Lam Mau／Clube Náutico de Macau）
路線：3X、4、101X、MT4